# Liste des districts du Chhattisgarh
L'État du Chhattisgarh en Inde est organisé en 28 districts.
Lors de la création de l'État le 1er novembre 2000, celui-ci comptait 16 districts. Deux autres ont été créés le 11 mai 2007 (Bijapur et Narayanpur), neuf autres le 1er janvier 2012 (Sukma, Kondagaon, Balod, Bemetara, Baloda Bazar, Gariaband, Mungeli, Surajpur et Balrampur). Le dernier, le district de Gaurela-Pendra-Marwahi, a été créé le 10 février 2020

Districts et divisions du Chhattisgarh en 2020 : Surguja (bleu), Bilaspur (vert), Durg (jaune), Raipur (orange) et Bastar (rouge)

## Liste des districts
| Code | District                | Chef-lieu     | Population (2011) | Superficie (km2) | Densité (/km2) | Site web officiel                                                |
| ---- | ----------------------- | ------------- | ----------------- | ---------------- | -------------- | ---------------------------------------------------------------- |
|      | Balod                   | Balod         | 826 165           | 3 527            | 234            |                                                                  |
|      | Baloda Bazar            | Baloda Bazar  | 1 305 343         |                  |                |                                                                  |
|      | Balrampur               | Balrampur     | 598 855           | 3 806            | 157            | http://balrampur.info/                                           |
| BA   | Bastar                  | Jagdalpur     | 1 302 253         | 4 030            | 323            | http://bastar.nic.in/                                            |
|      | Bemetara                | Bemetara      | 197 035           | 2 855            | 69             | http://bemetara.gov.in/                                          |
|      | Bijapur                 | Bijapur       | 229 832           | 6 563            | 35             | http://bijapur.gov.in/                                           |
| BI   | Bilaspur                | Bilaspur      | 2 662 077         | 8 270            | 322            | http://bilaspur.nic.in/                                          |
| DA   | Dantewada               | Dantewada     | 719 065           | 3 411            | 211            | http://dantewada.nic.in/                                         |
| DH   | Dhamtari                | Dhamtari      | 703 569           | 4 084            | 172            | http://dhamtari.nic.in/                                          |
| DU   | Durg                    | Durg          | 1 721 726         | 2 238            | 769            | http://durg.nic.in/                                              |
|      | Gariaband               | Gariaband     | 597 653           | 5 823            | 103            |                                                                  |
| JA   | Jashpur                 | Jashpur Nagar | 852 043           | 5 825            | 146            | http://jashpur.nic.in/                                           |
| JC   | Janjgir-Champa          | Naila Janjgir | 1 619 707         | 4 466            | 363            |                                                                  |
|      | Kondagaon               | Kondagaon     | 578 326           | 7 769            | 74             |                                                                  |
| KB   | Korba                   | Korba         | 1 206 563         | 7 145            | 169            | https://web.archive.org/web/20051211002149/http://korba.nic.in/  |
| KJ   | Koriya                  | Baikunthpur   | 958 917           | 5 978            | 160            | https://web.archive.org/web/20060102213143/http://koriya.nic.in/ |
| KK   | Kanker                  | Kanker        | 651 333           | 6 424            | 101            | http://kanker.gov.in/                                            |
| KW   | Kabirdham               | Kawardha      | 584 667           | 4 447            | 131            | http://kawardha.nic.in/                                          |
| MA   | Mahasamund              | Mahasamund    | 1 032 754         | 4 790            | 216            | http://mahasamund.nic.in/                                        |
|      | Mungeli                 | Mungeli       | 701 707           | 2 750            | 255            |                                                                  |
|      | Narayanpur              | Narayanpur    | 140 206           | 7 010            | 20             |                                                                  |
| RG   | Raigârh                 | Raigârh       | 1 493 627         | 7 068            | 211            | http://raigarh.nic.in/                                           |
| RN   | Rajnandgaon             | Rajnandgaon   | 1 537 133         | 8 070            | 190            | http://rajnandgaon.nic.in/                                       |
| RP   | Raipur                  | Raipur        | 2 160 876         | 12 383           | 175            | http://raipur.nic.in/                                            |
| SK   | Sukma                   | Sukma         | 249 841           | 5 636            | 46             |                                                                  |
| SJ   | Surajpur                | Surajpur      | 660 280           | 2 787            | 237            |                                                                  |
|      | Gaurella-Pendra-Marwahi | Gaurella      | 336 420           | 2 307            | 146            |                                                                  |
| SU   | Surguja                 | Ambikapur     | 840 352           | 16 359           | 51             | http://surguja.nic.in/                                           |